# Gozdowo (województwo mazowieckie)
Gozdowo – wieś w Polsce położona w województwie mazowieckim, w powiecie sierpeckim, siedziba gminy Gozdowo. Ma status sołectwa.
Przez miejscowość przepływa Wierzbica, rzeka dorzecza Wisły, dopływ Skrwy.

## Etymologia
Nazwa wsi pochodzi od staropolskiego gozd – gęsty las, pustkowie. 

## Części wsi

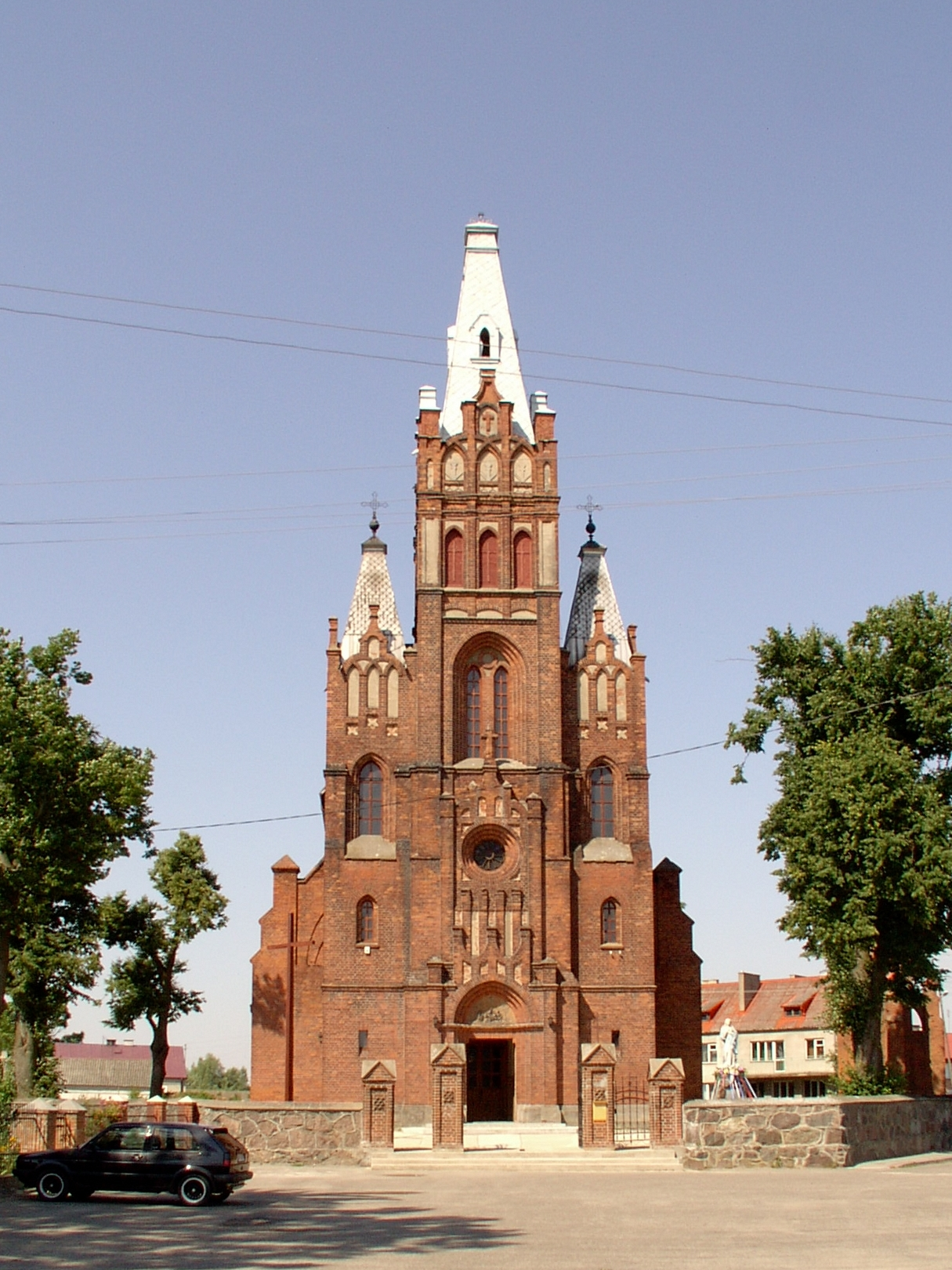
Kościół pw. Wszystkich Świętych

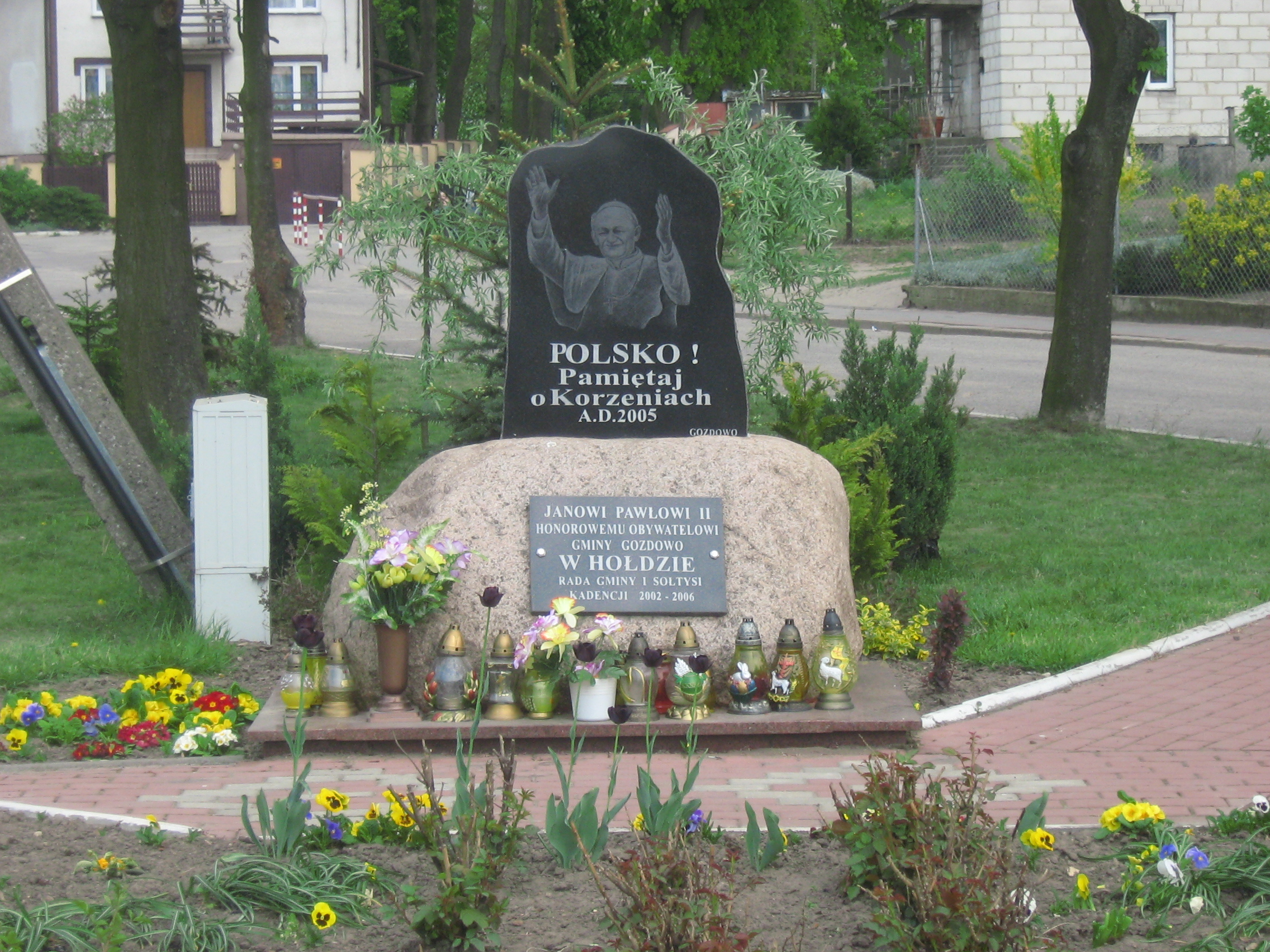
Pomnik papieża Jana Pawła II we wsi

| SIMC    | Nazwa       | Rodzaj                        |
| ------- | ----------- | ----------------------------- |
| 1056244 | Parcele     | kolonia (zniesiona w 2023 r.) |
| 1056250 | Przybyszewo | kolonia                       |
| 1056280 | Zimna Woda  | kolonia                       |

## Historia
Na terenie gminy Gozdowo znajduje się wiele stanowisk archeologicznych, co świadczy o tym, że początki osadnictwa w sięgają zamierzchłych czasów. Teren ten był dawniej silnie zalesiony. W miejscowości odkryto dwie cmentarzyska szkieletowe w obudowie kamiennej z XI i XII wieku, gdzie prawdopodobnie chowano miejscowych drobnych rycerzy. Wieś położona była 20 km na północ od Płocka, przy trakcie łączącym stolicę Mazowsza z Sierpcem poprzez Proboszczewice, Gozdowo i Kurowo – ważne ośrodki parafialne, które istniały tu już w XIV wieku. Ta droga stanowiła najkrótsze połączenie między dwoma wczesnośredniowiecznymi grodami książęcymi (wzdłuż górnego biegu rzeki Bielica, lewego dopływu Skrwy), mającymi korzenie znacznie starsze niż ich wymienienie w źródłach. Dodatkowo, Gozdowo leżało jedynie 10 km na północny zachód od Bielska, ważnej osady targowej i węzła komunikacyjnego, który do roku 1305 stanowił również siedzibę parafii dla mieszkańców Gozdowa.Po raz pierwszy Gozdowo wzmiankowane było na początku XIV wieku. 
W roku 1305 Krystyn ufundował kościół parafialny w Gozdowie, jednocześnie erygowano miejscową parafię Wszystkich Świętych przekazując plebanowi tereny w pobliskim Głuchowie. W akcie erekcyjnym biskupa płockiego Jana, Gozdowo zostało opisane jako hereditas paterna wojewody czerskiego. Kompleks ten przeszedł na niego w drodze dziedziczenia majątku ojcowskiego i prawdopodobnie posiadał wcześniejsze tradycje rezydencji szlacheckiej. 
W czasach średniowiecznych wieś często odwiedzał władca Mazowsza Konrad I mazowiecki, ówczesna osada była siedzibą rodu Gozdawy. W roku 1827 w Gozdowie było 28 domów i miało 187 mieszkańców. W roku 1885 wieś miała już 32 domy i 300 mieszkańców. Do roku 1954 Gozdowo znajdowało się w gminie Lisewo. W latach 1954–1972 wieś należała i była siedzibą władz gromady Gozdowo. Po reformie administracyjnej w 1975 nie reaktywowano gminy Lisewo, a w jej miejsce utworzono dwie inne: gminę Mochowo i gminę Gozdowo. W zasięg gminy weszła również dawna gmina Lelice. W latach 1975–1998 miejscowość administracyjnie należała do województwa płockiego.
W roku 1934 na terenie wsi otwarto linię kolejową nr 33 wraz ze stacją (obecnie przystankiem) Gozdowo. W roku 1956 wieś została zelektryfikowana. W roku 1961 rozpoczęto budowę szkoły podstawowej. Od roku 1962 na trasie Sierpc - Gozdowo - Płock zaczęła kursować komunikacja autobusowa. W roku 1964 zbudowano bazę Gminnej Spółdzielni. W roku 1973 utworzono bank spółdzielczy oraz zaczęto przygotowania do budowy gminnego ośrodka zdrowia z mieszkaniami dla lekarza oraz apteki.

## Zabytki i obiekty turystyczne
- parafialny kościół Wszystkich Świętych – neogotycki kościół murowany, z lat 1901-1902. Dzwonnica murowana początek XX wieku.
- Dawniej w Gozdowie stał zabytkowy dwór jednak uległ spaleniu. Na miejscu dawnego budynku wybudowano scenę do wystąpień publicznych.
- Park z wysepką w Gozdowie, który dawniej był osobistym ogrodem rodu Gozdawy.
- Na cmentarzu parafialnym spoczywa zmarły w 1925 w pobliskim Kolczynie malarz Ryszard Okniński.

## Edukacja w Gozdowie
W miejscowości działa przedszkole i Szkoła Podstawowa im. Marii Konopnickiej.